# Norra Nigeriaprotektoratet
Norra Nigeriaprotektoratet var ett  brittiskt protektorat, skapat 1900. Grunden till skapandet var Berlinkonferensen 1885 där britterna garanterades rätten till kontroll i det som senare kom att bli Nigeria. Dock rådde gränstvister, och britterna såg sina handlingar i norra Nigeriaprotektoratet som politiskt prioriterade på grund av hot från rivalerna Tyskland och Frankrike.
Britternas guvernör, Frederick Lugard, med begränsade resurser, förhandlade med emiratet i norr om att acceptera brittisk överhöghet, och märkte att det enda sättet att göra det var genom att få de lokala härskarna att godkänna indirekt styre. Han lämnade protektoratet några år, och var verksam i Hongkong, men återvände då han beslutade att 1914 slå samman Nigeriaprotektoratet med Södra Nigeriaprotektoratet. Skälen var snarare ekonomiska än politiska — Norra Nigeriaprotektoratete hade budgetunderskott. Frederick Lugard försökte använda pengar från Södra Nigeriaprotektoratets budgetöverskott att kompensera detta underskott , och menade också att sammanslagning skulle förenkla administration, speciellt då norra Nigeriaprotektoratet inte hade tillgång till havet. 
Vid den tiden räknade nästan ingen, varken Lugard eller andra britter och afrikaner, Nigeria som en nationell enhet – då nord och syd räknades som kulturellt olika – sammanslagningen var ekonomisk och administrativ. Under en paraplyadministration för hela Nigeria, fortsatte nord och syd ha sin egen administration, och varsin viceguvernör under Lugard och hans efterträdare. Sir Richmond Palmer var stark försvarare av Lugards princip om indirekt styre, och argumenterade starkt för decentralisering av finansiering och budgetförvaltningen. Dock ledde nationalismens utveckling i Nigeria till att det i framtiden kom att räknas som en nationell enhet.